# Toute seule (chanson)
Pour les articles homonymes, voir Toute seule.
Singles de Lorie
Je serai (ta meilleure amie)
(2001) J'ai besoin d'amour
(2002)
Toute seule est une chanson issue du premier album studio de la chanteuse française Lorie, intitulé Près de toi. Le titre est sorti en tant que troisième et dernier single de l'album le 19 mars 2002. Il s'est vendu à plus de 180 000 exemplaires et a été certifié disque d'argent en France en 2002 avec 125 000 ventes certifiées.

## Publication
Le single a tout d'abord été publié en édition simple avec un remix version Tam Tam. Une seconde édition, cette fois-ci à tirages limités, a été commercialisée en même temps, avec le titre By My Side, la version anglaise du titre Près de moi. Le titre est également disponible sur le Best of de Lorie et en version live sur les supports des concerts du Live Tour 2003, Week End Tour et Live Tour 2006, en version intégrale ou en medley. La version Tam Tam Remix est également disponible sur la réédition du l'album Près de toi, seizième piste de l'album. Une version anglaise du titre, intitulée My World, a aussi été enregistrée. Elle est disponible sur la version japonaise du l'album Près de toi.

## Clip vidéo
Le clip a été tourné dans un studio canadien et réalisé par Vincent Egret et produit par Plein Sud Films. Le clip et le making of du clip se trouvent sur le DVD Près de vous. Le clip, la version karaoké et un extrait du making of se trouvent sur le DVD du Best of.

## Liste des titres
- CD single

1. Toute seule (Edit Video) – 3:29
2. Toute seule (Tam Tam Remix) – 3:36

- CD single collector

1. Toute seule (Edit Video) – 3:29
2. By My Side – 3:41
3. Toute seule (Tam Tam Remix) – 3:36

+ 9 vignettes autocollantes
- Téléchargement digital

1. Toute seule (Edit Video) – 3:30
2. By My Side – 3:41
3. Toute seule (Tam Tam Remix) – 3:35
4. Toute seule (Instrumental) – 3:29

## Classements et certifications
| Pays          | Meilleure position | Semaines dans le classement |
| ------------- | ------------------ | --------------------------- |
| France        | 8                  | 27                          |
| Belgique (Fr) | 12                 | 16                          |
| Suisse        | 44                 | 6                           |

| Pays          | Position  |
| ------------- | --------- |
| France        | 46 (2002) |
| Belgique (Fr) | 46 (2002) |

### Certifications et ventes
| Pays   | Certification | Date          | Ventes certifiées | Ventes réelles           |
| ------ | ------------- | ------------- | ----------------- | ------------------------ |
| France | Argent        | 17 avril 2002 | 125 000           | 179 000 (approximations) |